# Boccia aux Jeux paralympiques

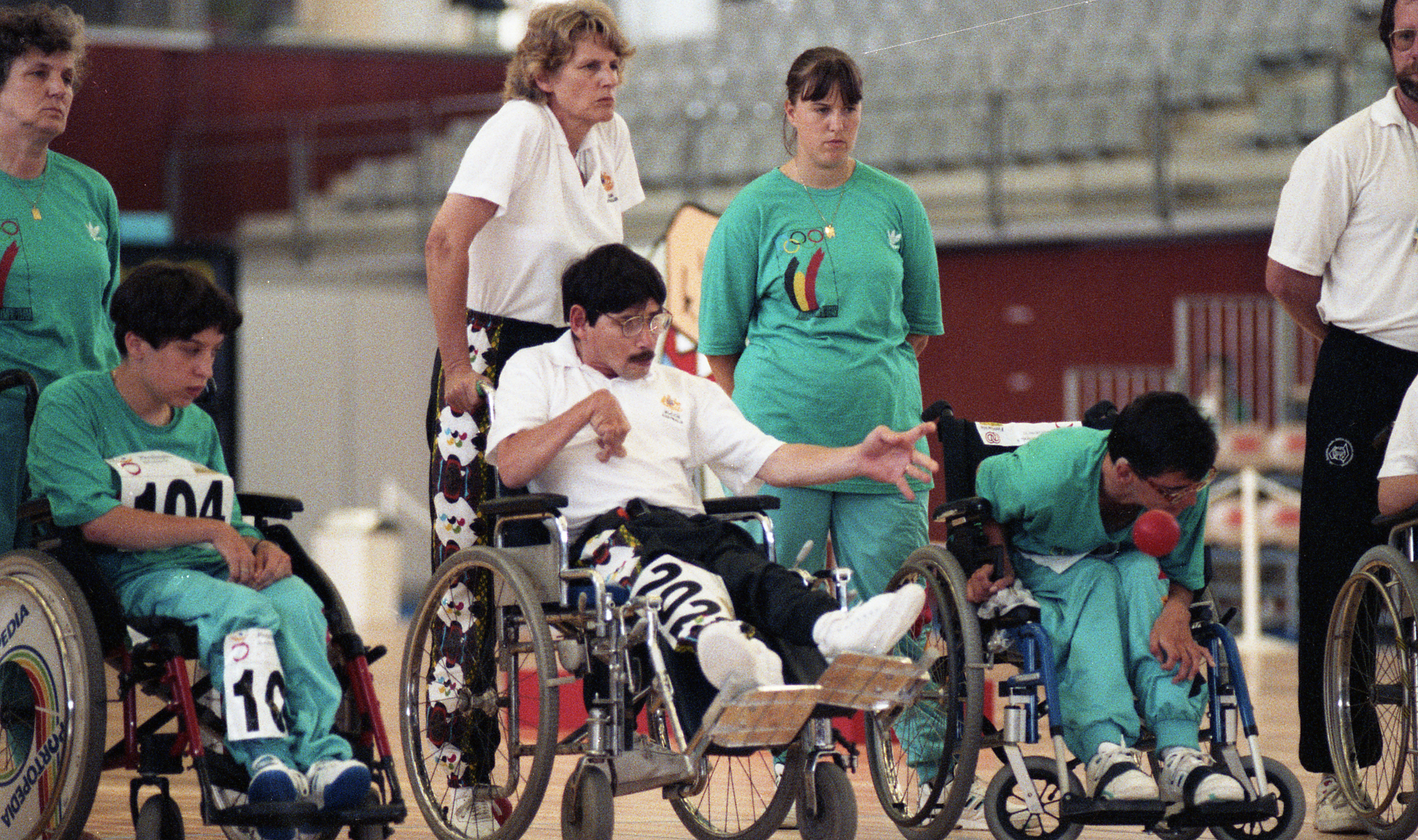
Athlètes australiens aux Jeux paralympiques de 1992 à Barcelone

La boccia est une épreuve des Jeux paralympiques,,,, depuis les Jeux d'été de 1984. Cinq épreuves étaient au programme de ces jeux : deux masculines, deux féminines et une épreuve mixte toutes catégories. C'est à l'occasion des Jeux d'été de 1988 que toutes les épreuves deviennent mixtes.
La boccia est l'un des deux sports paralympiques qui n'ont pas d'équivalent olympique (l'autre étant le goalball),. Ce sport requiert de la stratégie et de la précision, et se rapproche du curling ou de la pétanque. Elle se joue sur un terrain de 12,5 m par 6 mètres de large. Chaque équipe possède 6 balles en cuir et doit rapprocher ses balles le plus proche possible d'une balle blanche appelée le "jack".

## Classification des handicaps
Les athlètes atteints de handicap moteur grave sont classés en quatre catégories :
- BC1 : athlètes paralysés cérébraux qui peuvent être aidés d’un assistant qui ajuste le fauteuil roulant ou fait passer une boule au joueur.
- BC2 : athlètes paralysés cérébraux qui ne peuvent pas être assistés.
- BC3 : athlètes ayant d’importantes difficultés motrices qui peuvent être aidés d’un assistant ou d'un appareil pour lancer la balle.
- BC4 : athlètes ayant des difficultés motrices autres que la paralysie cérébrale mais qui ont les mêmes difficultés qu'un BC1 ou BC2 et ne peuvent pas être assistés.

## Éditions
La boccia fait partie du programme paralympique depuis les Jeux de 1984.
| N°   | Année | Ville          | Meilleure nation    |
| ---- | ----- | -------------- | ------------------- |
| I    | 1984  | New York       | États-Unis          |
| II   | 1988  | Séoul          | Corée du Sud        |
| III  | 1992  | Barcelone      | Espagne             |
| IV   | 1996  | Atlanta        | Espagne             |
| V    | 2000  | Sydney         | Irlande             |
| VI   | 2004  | Athènes        | Portugal            |
| VII  | 2008  | Pékin          | Brésil Corée du Sud |
| VIII | 2012  | Londres        | Brésil              |
| IX   | 2016  | Rio de Janeiro | Thaïlande           |
| X    | 2020  | Tokyo          | Slovaquie           |
| XI   | 2024  | Paris          | Hong Kong           |

## Tableau des médailles
Le tableau ci-dessous présente le bilan, pour les 21 premières nations, des médailles obtenues en boccia lors des Jeux paralympiques d'été de 1984 à 2024. Le rang est obtenu par le décompte des médailles d'or, puis en cas d'ex æquo, des médailles d'argent, puis de bronze.
| Rang | Nation             | Or | Argent | Bronze | Total |
| ---- | ------------------ | -- | ------ | ------ | ----- |
| 1    | Corée du Sud       | 11 | 9      | 8      | 28    |
| 2    | Portugal           | 9  | 10     | 9      | 28    |
| 3    | Hong Kong          | 7  | 4      | 1      | 12    |
| 4    | Thaïlande          | 7  | 2      | 6      | 15    |
| 5    | Grande-Bretagne    | 6  | 5      | 3      | 14    |
| 6    | Brésil             | 6  | 1      | 4      | 11    |
| 7    | Espagne            | 5  | 7      | 7      | 19    |
| 8    | Irlande            | 3  | 1      | 2      | 6     |
| 9    | Slovaquie          | 3  | 1      | 0      | 4     |
| 10   | Chine              | 2  | 4      | 1      | 7     |
| 11   | États-Unis         | 2  | 2      | 3      | 7     |
| 12   | Grèce              | 1  | 3      | 3      | 7     |
| 12   | Japon              | 1  | 3      | 3      | 7     |
| 14   | Danemark           | 1  | 3      | 2      | 6     |
| 15   | Canada             | 1  | 2      | 5      | 8     |
| 16   | Indonésie          | 1  | 2      | 2      | 5     |
| 17   | Colombie           | 1  | 1      | 1      | 3     |
| 17   | République tchèque | 1  | 1      | 1      | 3     |
| 19   | France             | 1  | 0      | 0      | 1     |
| 20   | Australie          | 0  | 2      | 2      | 4     |
| 21   | Norvège            | 0  | 1      | 1      | 2     |